# Westbengalen
Westbengalen (bengalisch পশ্চিমবঙ্গ, Paścimbaṅga, Pashchimbanga; englisch West Bengal) ist ein indischer Bundesstaat mit einer Fläche von 88.752 km² und 91 Millionen Einwohnern (Volkszählung 2011). Die Hauptstadt Westbengalens ist Kolkata (Kalkutta) im Süden des Bundesstaates. Die vorherrschende Sprache des Bundesstaates ist Bengalisch.
Mit einem Wert von 0,620 erreicht Westbengalen 2015 den 21. Platz unter den 29 Bundesstaaten Indiens im Index der menschlichen Entwicklung.

## Name des Bundesstaats
Im Jahr 2011 wurde ein Konsens-Beschluss verschiedener politischer Parteien verabschiedet, den Bundesstaat auch im englischen Sprachgebrauch offiziell in Paschimbanga, entsprechend der Transkription aus dem Bengalischen umzunennen. Der Beschluss wurde aber nicht umgesetzt. Im August 2016 beschloss die Regierung Westbengalens, dass der Staat künftig einfach Bengalen (auf Bengalisch: Bangla, Hindi: Bangal, Englisch: Bengal) heißen solle. Im Juli 2016 folgte das Parlament Westbengalens mit einer entsprechenden Resolution. Nach Presseberichten war die Chief Ministerin Mamata Banerjee unter anderem unzufrieden damit, dass der Bundesstaat mit dem Anfangsbuchstaben „W“ bei Parlamentsdiskussionen und alphabetischer Geschäftsordnung immer erst relativ spät an die Reihe kam. Eine solche Änderung eines Bundesstaatsnamens erfordert eine Verfassungsänderung. Am 3. Juli 2019 erklärte das indische Innenministerium unter Minister Amit Shah, dass es einer Umbenennung nicht zustimmen werde, womit das Projekt zunächst ad acta gelegt war.

## Geographie
Westbengalen grenzt an die Bundesstaaten Odisha (Südwesten), Jharkhand (Westen), Bihar (Nordwesten), Sikkim (Norden) und Assam (Nordosten), sowie im Nordwesten an Nepal, im Nordosten an Bhutan, im Osten an Bangladesch und im Süden an den Golf von Bengalen.

### Relief
Die Oberflächenform in Westbengalen wird von der Indo-Ganges Ebene dominiert, mit Höhen zwischen 0 und 150 m. Im Südwesten befinden sich die Randgebiete der Peninsular Plateaus mit Höhen zwischen 150 und 300 m. Nördlich der Ebene befindet sich hingegen das Gebirgsmassiv des vorderen Himalaya, welches an der Grenze zu Sikkim sich bereits über 3000 m erstreckt. Der höchste Berg innerhalb des Bundesstaats ist Sandakphu am Singalila-Kamm mit 3636 m. Südlich davon befindet sich eine Hauptrandstörung, gefolgt von der vordersten Gebirgskette des Himalaya, den Siwaliks. Am Fuße dieser Gebirgskette  liegt das Bharbar, gebildet durch die Erosion der Siwaliks und der Terai, spezielle Sumpfgebiete, die ganzjährig Wasser führen.

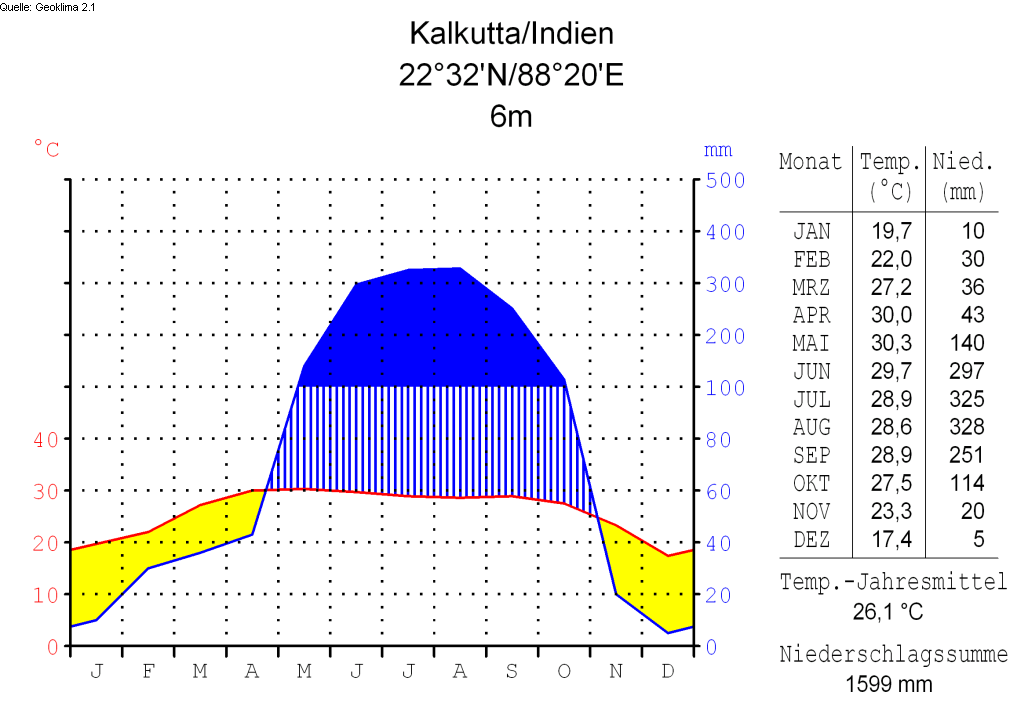
Klimadiagramm Kolkata (Kalkutta)

### Klima

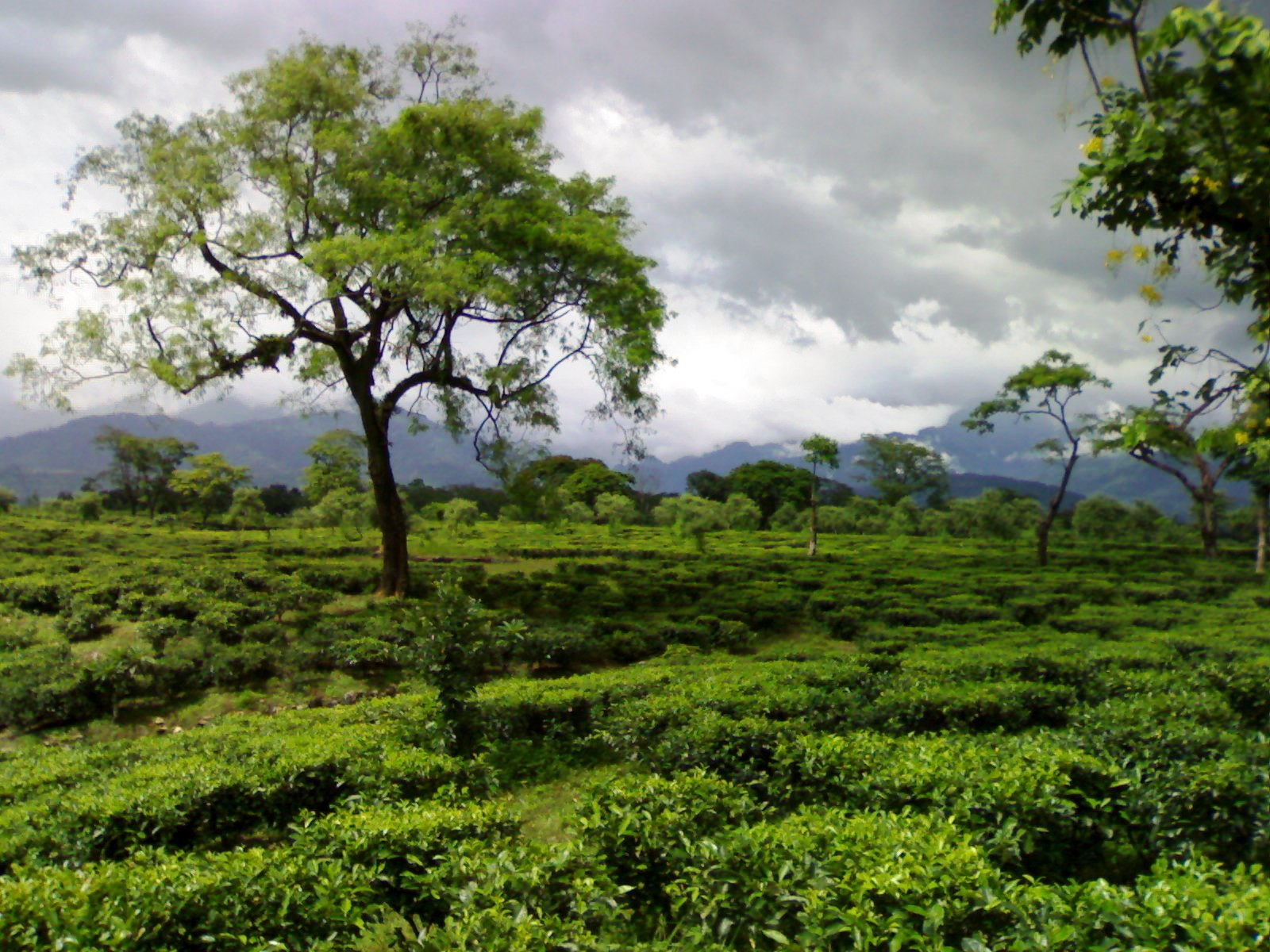
Teeplantagen am Fuß des Himalaya in den Duars

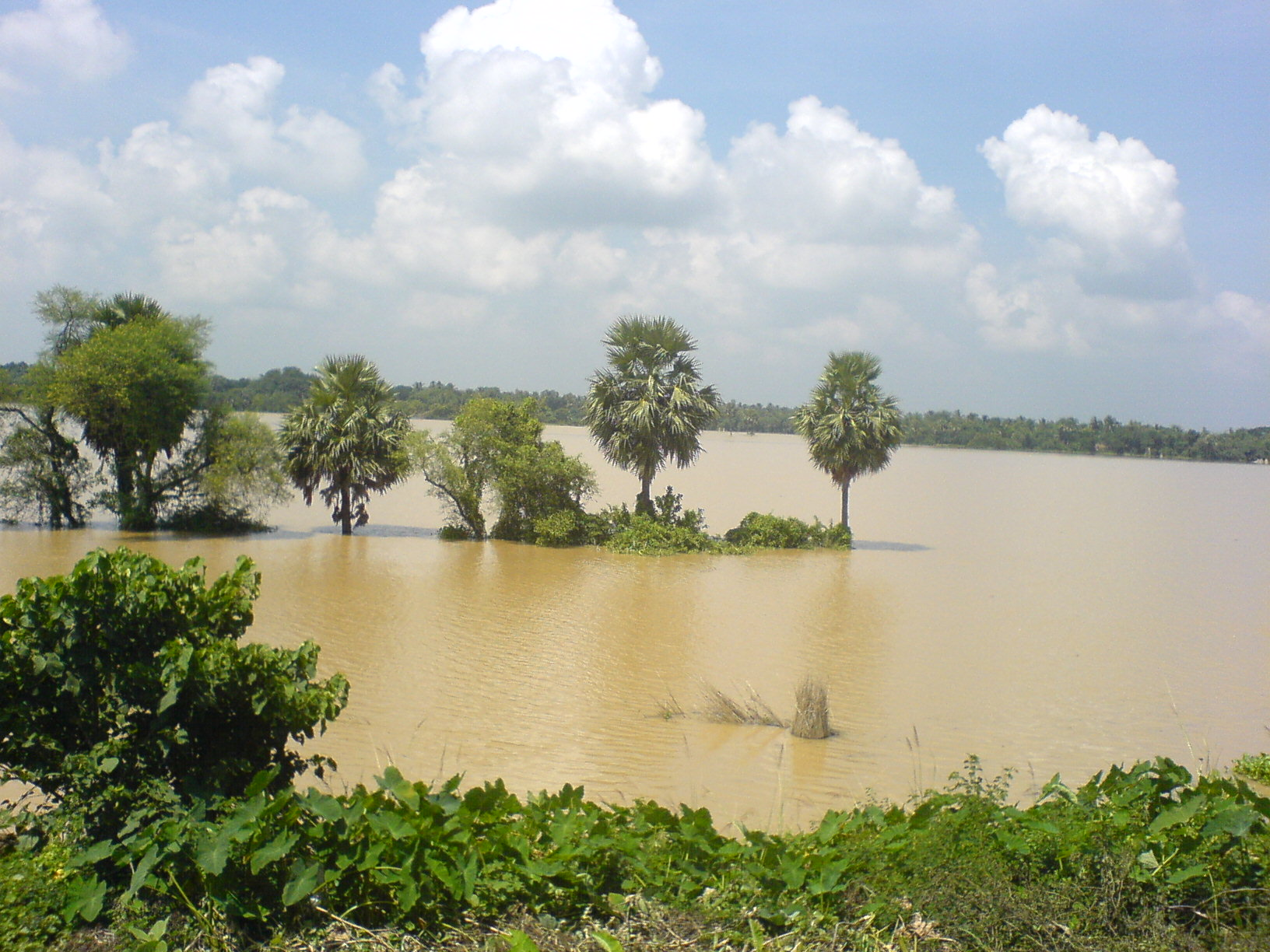
Überschwemmungen in der Monsunzeit in Kalinagar

Westbengalen unterliegt aufgrund des Monsuns größtenteils einem warmtropischen Sommerregenklima, teils semihumid, teils semiarid, mit Ausnahme der nördlichsten Distrikte, die im Einfluss eines subtropischen, kontinentalen Klimas stehen. Der Jahresniederschlag liegt unter 2000 mm.
Durchschnittstemperaturen:
- Januar: 17–21 °C je nach Region
- April: 27–30 °C

Mögliche Auswirkungen der Globalen Erwärmung:
Für das flachliegende Westbengalen wird die globale Erwärmung voraussichtlich folgenschwere Bedeutung erlangen. Bereits heute hat das Land in der Zeit des Sommermonsuns mit Überschwemmungen zu kämpfen; ein Anstieg des Meeresspiegels von nur wenigen Metern hätte bei dem extrem flachen Relief katastrophale Flächenverluste zur Folge.

### Flora und Fauna
Die potentielle Baumvegetation besteht größtenteils aus laubabwerfenden Feuchtwäldern mit dichtem Bodenbewuchs. Im Vorderen Himalaya trifft man auf hohe Kastanien und Eichen, auf subtropische Berg- und Kiefernwälder sowie auch feuchte Mischwälder, aber auch auf Koniferen, die eigentlich in Sibirien heimisch sind. In Küstennähe befinden sich Mangrovenwälder, die als wichtige Brutstätten für Fische fungieren. Die Mangroven sind auch das Rückzugsgebiet des vom Aussterben bedrohten Königstigers.

## Bevölkerung

### Demografie

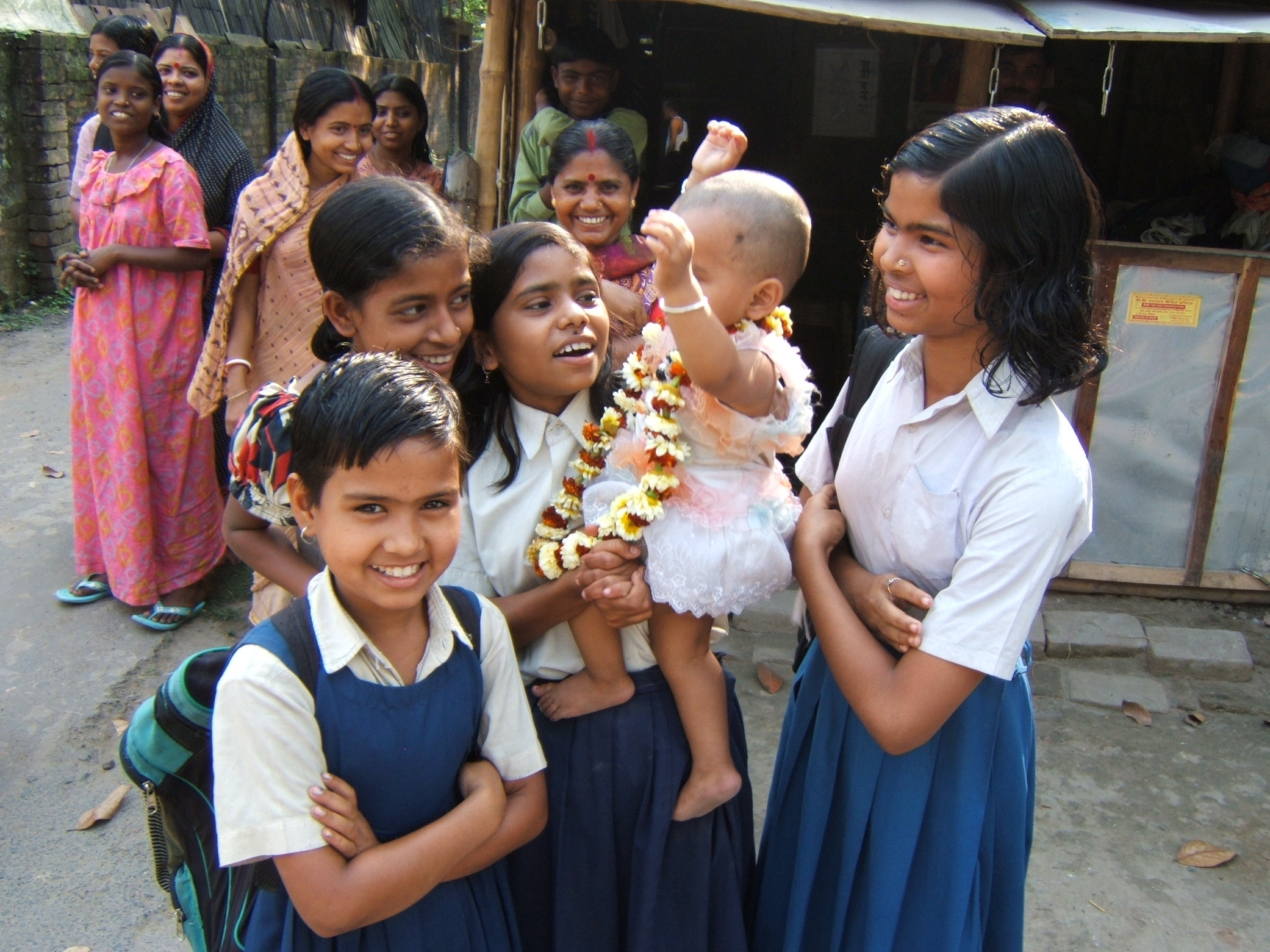
Mädchen in einem Dorf in Westbengalen

Nach der indischen Volkszählung 2011 beträgt die Einwohnerzahl Westbengalens 91.347.736. Damit hat der Bundesstaat mehr Einwohner als Deutschland. Gemessen an der Einwohnerzahl ist Westbengalen nach Uttar Pradesh, Maharashtra und Bihar der viertgrößte Bundesstaat Indiens. Die Einwohnerzahl Westbengalens nimmt beständig zu. Zwischen 2001 und 2011 wuchs die Einwohnerzahl um 13,9 %. Dieser Wert liegt aber etwas unter dem gesamtindischen Durchschnitt von 17,6 %. Westbengalen ist äußerst dicht besiedelt: Auf einem Quadratkilometer leben durchschnittlich 1.029 Menschen. Dies ist rund zweieinhalbmal so viel wie im Landesdurchschnitt Indiens. Von den indischen Bundesstaaten ist nur in Bihar die Bevölkerungsdichte noch höher. 31,9 % der Einwohner Westbengalens leben in Städten. Die Urbanisierungsrate entspricht damit dem Durchschnitt Indiens.
Die Alphabetisierungsquote Westbengalens beträgt 77,1 % (Männer 82,7 %, Frauen 71,2 %) und liegt somit nur wenig über dem Mittelwert von 74,0 % für Gesamtindien (Stand jeweils Volkszählung 2011). Im Zeitraum von 2010 bis 2014 betrug die durchschnittliche Lebenserwartung 70,2 Jahre (der indische Durchschnitt betrug 67,9 Jahre). Die Fertilitätsrate betrug 1,81 Kinder pro Frau (Stand: 2016) während der indische Durchschnitt im selben Jahr bei 2,23 Kindern lag.
Die meisten Einwohner Westbengalens gehören dem Volk der Bengalen an. Daneben leben in dem Bundesstaat Biharis, nepalesischstämmige Gurkha im Distrikt Darjeeling (gefordertes Autonomiegebiet Gorkhaland) sowie verschiedene indigene Adivasi-Stämme. Die Volkszählung 2001 klassifiziert 5,5 Prozent der Bevölkerung als Angehörige der Stammesbevölkerung (scheduled tribes). Das größte Stammesvolk in Westbengalen sind die Santal mit rund 2.280.000 Angehörigen, gefolgt von den Oraon (617.000), Munda (342.000), Bhumji (336.000) und weiteren (Stand jeweils Volkszählung 2001).

#### Bevölkerungsentwicklung
Zensusbevölkerung von Westbengalen seit der ersten indischen Volkszählung im Jahr 1951.
| Zensusjahr | Einwohnerzahl |
| ---------- | ------------- |
| 1951       | 26.300.670    |
| 1961       | 34.926.000    |
| 1971       | 44.312.017    |
| 1981       | 54.580.650    |
| 1991       | 68.077.970    |
| 2001       | 80.221.300    |
| 2011       | 91.347.736    |

### Sprachen
Die Hauptsprache Westbengalens ist Bengalisch. Mit rund 200 Millionen Sprechern in Bangladesch, Westbengalen und angrenzenden Gebieten gehört es zu den zehn größten Sprachen der Welt. Nach der Volkszählung 2011 wird Bengalisch von 86 Prozent der Einwohner Westbengalens als Muttersprache gesprochen.
Die größte sprachliche Minderheit sind die Sprecher des Hindi, die sieben Prozent der Bevölkerung ausmachen. Hierunter fallen auch die Sprecher von Regionalsprachen aus der eng mit dem Hindi verwandten Bihari-Gruppe, die in offiziellen Statistiken unter dem Begriff Hindi subsumiert werden. Einige Muslime sprechen auch Urdu (knapp zwei Prozent), die muslimische Variante des Hindi. Unter der Stammesbevölkerung sind verschiedene Sprachen verbreitet, deren größte das zur Gruppe der Munda-Sprachen in der austroasiatischen Sprachfamilie gehörige Santali (knapp drei Prozent) ist. Im Distrikt Darjeeling wird ferner auch Nepali (gut ein Prozent) gesprochen.
Als Amtssprachen des Bundesstaates Westbengalen sind Bengalisch, Nepali, Urdu, Hindi, Santali, Oriya, Panjabi, Kamtapuri, Rajbanshi und Kurmali als offizielle Sprachen anerkannt.

### Volksgruppen
Nach der Volkszählung 2011 gehörten 21.463.270 Personen (23,51 Prozent der Bevölkerung) den scheduled castes (registrierten unterprivilegierten Kasten) an, und 5.296.953 (5,80 Prozent) zählten zu den scheduled tribes (indigene Völker und Stämme, Adivasi). Zu letzteren zählen in Westbengalen 39 Volksgruppen. Die größten dieser Volksgruppen sind die Santal, Oraon, Bhumij und Munda.
Die Adivasi leben überwiegend auf dem Land (4.855.115 Personen oder 7,81 % der Landbevölkerung). In städtischen Gebieten leben nur 441.838 Angehörige der anerkannten Stammesgemeinschaften oder 1,52 % der Stadtbevölkerung. Stark vertreten sind die anerkannten Stammesgemeinschaften in den Distrikten Bankura, Bardhaman (mittlerweile 2 Distrikte), Dakshin Dinajpur, Jalpaiguri (mittlerweile 2 Distrikte), Malda, Paschim Medinipur (mittlerweile 2 Distrikte), Purba Medinipur, Purulia und Uttar Dinajpur.
| Volksgruppe | Anzahl    | Anteil |
| ----------- | --------- | ------ |
| Santal      | 2.512.331 | 2,75 % |
| Oraon       | 0643.510  | 0,71 % |
| Bhumij      | 0376.296  | 0,41 % |
| Munda       | 0366.386  | 0,40 % |
| Kora        | 0159.404  | 0,17 % |
| Tamang      | 0146.203  | 0,16 % |
| Kharia      | 0108.707  | 0,12 % |
| Kisan       | 098.434   | 0,11 % |

| Volksgruppe      | Anzahl | Anteil |
| ---------------- | ------ | ------ |
| Bedia            | 88.772 | 0,10 % |
| Mahali           | 81.594 | 0,09 % |
| Bhotia + Tibeter | 66.627 | 0,07 % |
| Limbu            | 45.847 | 0,05 % |
| Mal Paharia      | 44.538 | 0,05 % |
| Mech             | 41.242 | 0,05 % |
| Savar            | 40.374 | 0,04 % |
| Lepcha           | 33.962 | 0,04 % |

| Volksgruppe | Anzahl | Anteil |
| ----------- | ------ | ------ |
| Rabha       | 27.820 | 0,03 % |
| Lohra       | 24.783 | 0,03 % |
| Ho          | 23.483 | 0,03 % |
| Chik Baraik | 21.376 | 0,02 % |
| Kharwar     | 20.720 | 0,02 % |
| Nagesia     | 16.378 | 0,02 % |
| Gond        | 13.535 | 0,01 % |
| Baiga       | 13.423 | 0,16 % |

| Volksgruppe    | Anzahl | Anteil |
| -------------- | ------ | ------ |
| Magh           | 8032   | 0,01 % |
| Chero          | 5477   | 0,01 % |
| Asur(Agaria)   | 3864   | 0,00 % |
| Sauria Paharia | 3480   | 0,00 % |
| Korwa          | 2912   | 0,00 % |
| Mahli          | 2609   | 0,00 % |
| Gorait         | 2498   | 0,00 % |
| Karmali        | 2466   | 0,00 % |

| Volksgruppe | Anzahl | Anteil |
| ----------- | ------ | ------ |
| Birhor      | 2241   | 0,00 % |
| Garo        | 2039   | 0,00 % |
| Birjia      | 1123   | 0,00 % |
| Parhaiya    | 0921   | 0,00 % |
| Khond       | 0660   | 0,00 % |
| Hajang      | 0621   | 0,00 % |
| Chakma      | 0466   | 0,00 % |
| Mru         | 0197   | 0,00 % |

### Religionen
Die Mehrheit der Bevölkerung Westbengalens sind Hindus. Nach der Volkszählung 2011 machen sie 70,5 Prozent der Einwohner des Bundesstaates aus. Daneben gibt es eine große muslimische Minderheit von 27 Prozent. Nach Assam hat Westbengalen den zweithöchsten muslimischen Bevölkerungsanteil aller indischen Bundesstaaten, einschließlich der Unionsterritorien Jammu und Kashmir und Ladakh den vierthöchsten. In absoluten Zahlen beherbergt Westbengalen mit fast 25 Millionen Muslimen nach Uttar Pradesh die zweitgrößte muslimische Population Indiens. Andere Religionen spielen nur eine untergeordnete Rolle, es gibt aber kleine Minderheiten von Christen (0,7 Prozent) und Buddhisten (0,3 Prozent).

### Größte Städte
Stand: Volkszählung 2011.
|   | Stadt              | Einwohner |    | Stadt             | Einwohner |
| - | ------------------ | --------- | -- | ----------------- | --------- |
| 1 | Kolkata (Kalkutta) | 4.486.679 | 8  | South Dum Dum     | 410.524   |
| 2 | Haora (Howrah)     | 1.072.161 | 9  | Rajarhat Gopalpur | 404.991   |
| 3 | Siliguri           | 647.804   | 10 | Bhatpara          | 390.467   |
| 4 | Durgapur           | 566.937   | 11 | Panihati          | 383.522   |
| 5 | Asansol            | 564.491   | 12 | Kamarhati         | 336.579   |
| 6 | Maheshtala         | 449.423   | 13 | Bardhaman         | 314.638   |
| 7 | Rajpur Sonarpur    | 423.806   | 14 | Kulti             | 313.977   |

## Geschichte

Im Jahr 1905 wurde die Provinz Bengalen von der britischen Kolonialverwaltung entlang der hinduistisch-muslimischen Religionsgrenze in zwei Teile geteilt. Der westliche Teil bestand in etwa aus den heutigen indischen Bundesstaaten Westbengalen, Jharkhand, Odisha und Bihar. Nach Protesten der Bevölkerung revidierten die Engländer 1912 die Teilung. Bihar – das damals noch Jharkhand umfasste – und Orissa blieben allerdings selbständige Provinzen. Als Britisch-Indien 1947 in die Unabhängigkeit entlassen wurde, entstanden zwei Staaten, das mehrheitlich hinduistische Indien und der Muslim-Staat Pakistan. Bengalen wurde im Wesentlichen entlang der Religionsgrenzen geteilt, der mehrheitlich muslimisch besiedelte Teil kam zu Pakistan („Ost-Pakistan“) und der mehrheitlich von Hindus bewohnte Teil wurde unter dem Namen „Westbengalen“ ein Bundesstaat Indiens. Ost-Pakistan erlangte 1971 unter dem Namen Bangladesch die Unabhängigkeit. Die Teilung Bengalens 1947 entsprach etwa der Grenzziehung aus dem Jahr 1905. Im Jahr 1956 erfolgte noch eine Grenzkorrektur innerhalb Indiens im Rahmen des Bihar and West Bengal (Transfer of Territories) Acts, 1956, parallel zum States Reorganisation Acts, bei der bengalischsprachige Nachbarbezirke des benachbarten Bundesstaats Bihar an Westbengalen angegliedert wurden. Die Bengal Provincial Railway verkehrte hier von 1890 bis 1956.
Die Beziehungen Indiens zu Bangladesch waren längere Jahre angespannt, was mit politischen Differenzen zusammenhing. Bangladesch stand lange Jahre unter einer Militärdiktatur und zeigte islamistische Tendenzen. Indien warf Bangladesch vor, Terroristen Unterschlupf zu gewähren und riegelte die Grenze mit einem mehrere 1.000 Kilometer langen Grenzzaun ab, auch um sich gegen die unkontrollierte Einwanderung aus Bangladesch zu schützen. An der Grenze kam es mehrfach zu Grenzgefechten zwischen indischen und bangladeschischen Polizeieinheiten. Seit etwa 2006 hat sich das Verhältnis beider Staaten jedoch deutlich verbessert und es wurden zahlreiche bilaterale Abkommen abgeschlossen. Einen Höhepunkt bildete der indisch-bangladeschische Grenzvertrag, der am 31. Juli 2015 in Kraft trat und der einen umfangreichen Gebietsaustausch zur Regelung des lange schwelenden Problems der indisch-bangladeschischen Enklaven im Bereich des westbengalischen Distrikts Koch Bihar beinhaltete. Die Entspannung und Kooperation mit dem Nachbarland bietet Westbengalen neue wirtschaftliche Perspektiven.
Seit den 1960er Jahren kämpfen radikale marxistisch-leninistische Rebellen, die Naxaliten, in Westbengalen.

## Politik

### Politisches System

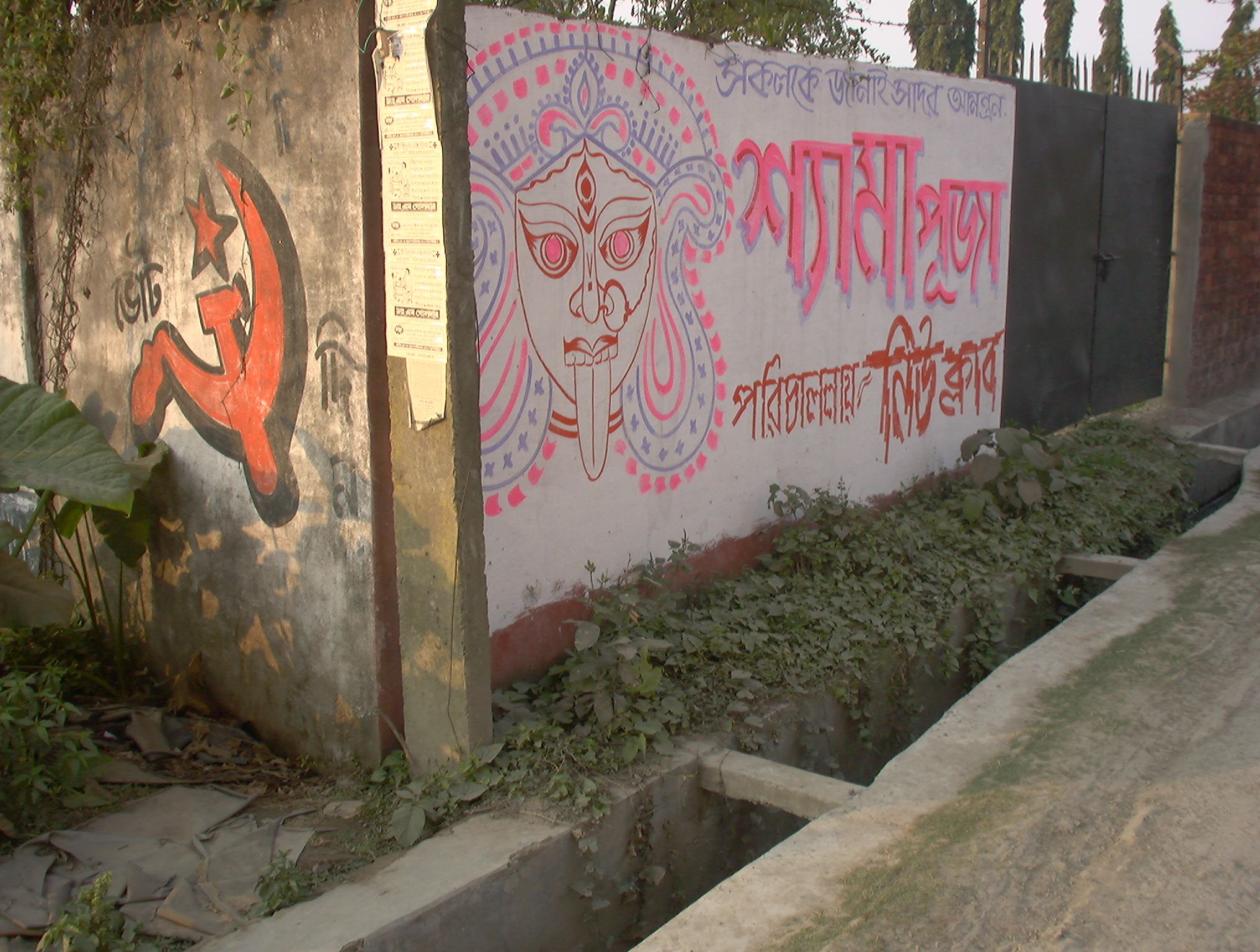
Hammer und Sichel / Shyama (Kali) Puja (Aufnahme in der Nähe von Kolkata)

Das Parlament Westbengalens, die Vidhan Sabha, ist ein Ein-Kammern-Parlament mit 294 direkt gewählten Abgeordneten. Ein weiterer Abgeordneter wird als Vertreter der anglo-indischen Minderheit vom Gouverneur ernannt. Eine Legislaturperiode dauert 5 Jahre. Der Chief Minister, der Regierungschef Westbengalens, wird von den Abgeordneten gewählt. An der Spitze des Bundesstaats steht formal jedoch der vom indischen Präsidenten ernannte Gouverneur (Governor). Seine Hauptaufgaben sind die Ernennung des Chief Ministers und dessen Beauftragung mit der Regierungsbildung. Die Minister werden auf Empfehlung des Chief Ministers ebenfalls vom Gouverneur in ihr Amt eingeführt. Zudem obliegt dem Gouverneur die Auflösung des Parlaments am Ende der Legislaturperiode oder bei einer Regierungskrise. In diesem Falle kann er den Bundesstaat unter die unmittelbare Verwaltung des indischen Präsidenten („President’s rule“) stellen.
Der Calcutta High Court in Kolkata ist die höchste juristische Instanz für den Bundesstaat Westbengalen und das Unionsterritorium Andamanen und Nikobaren.

### Parteien
Westbengalen war lange Zeit eine kommunistische Hochburg. Die Communist Party of India (Marxist) (CPI(M)) regierte von 1977 bis 2011 ununterbrochen. Damit hatte der Bundesstaat die längstregierende demokratisch gewählte kommunistische Regierung der Welt. Jyoti Basu (Chief Minister von 1977 bis 2000) ist mit 23 Jahren Amtszeit noch immer der längstamtierende Chief Minister eines indischen Bundesstaates. Seit etwa dem Jahr 2000 hat sich die politische Landschaft des Bundesstaates gewandelt und ist geprägt durch den kontinuierlichen Aufstieg des All India Trinamool Congress (AITC), einer Regionalpartei, die 1997 unter Führung der Politikerin Mamata Banerjee als Abspaltung aus dem Indischen Nationalkongress entstanden war. Bei der Bundesstaatswahl 2011 erlangte der AITC die absolute Mehrheit der Sitze und beendete die über drei Jahrzehnte währende Herrschaft der CPI(M). Bei der darauffolgenden Wahl zum westbengalischen Parlament 2016 konnte der AITC seinen Stimmen- und Mandatsanteil noch steigern und erlangte eine Zweidrittelmehrheit im Parlament. Die Kommunisten fielen auf einen historischen Tiefstand und kamen hinter der Kongresspartei nur noch auf den dritten Platz. Die jüngste Wahl zum westbengalischen Parlament fand vom 27. März bis zum 29. April 2021 statt. Getragen von der Popularität der Chief Ministerin Banerjee konnte der AITC seinen Stimmenanteil auf 47,9 % steigern und gewann damit 72 % der Mandate. An zweiter Stelle folgte die Bharatiya Janata Party, die 38,1 % der Stimmen und 26 % der Mandate gewann und sich damit deutlich als bedeutende Kraft in Westbengalen etablierte. Für die Kongresspartei war die Wahl ein Desaster. Sie gewann nur knapp 3 % der Stimmen, kein einziges Mandat und sank damit in den Rang einer kleinen Splitterpartei ab. Die Kommunistische Partei (Marxisten) gewann 4,7 %, aber ebenfalls kein Mandat.

## Wirtschaft
Mit einem Pro-Kopf Bruttoinlandsprodukt von 70.059 Rupien (1.532 US-Dollar) im Jahre 2015 lag Westbengalen auf Platz 17 von 29 indischen Bundesstaaten. Die Entwicklungsindikatoren des Staates liegen damit leicht unter dem indischen Durchschnitt.
Eine industrielle Wirtschaft existiert vor allem im regionalen Wirtschaftszentrum Kolkata. Der Rest von Westbengalen ist noch stark von der Landwirtschaft geprägt. Der Bundesstaat ist u. a. ein Zentrum für den Anbau von Tee und Jute.

## Verwaltungsgliederung
Westbengalen ist in die fünf Divisionen Bardhaman, Jalpaiguri, Malda, Medinipur und Presidency sowie folgende Distrikte unterteilt (Einwohnerzahl und Bevölkerungsdichte nach der Volkszählung 2011):
|    | Distrikt             | Verwaltungssitz | Fläche ( km²) | Einwohner  | Bev.- dichte (Ew./km²) |
| -- | -------------------- | --------------- | ------------- | ---------- | ---------------------- |
| 01 | Darjeeling **        | Darjeeling      | 2.093         | 1.595.181  | 732                    |
| 02 | Jalpaiguri **        | Jalpaiguri      | 3.386         | 2.381.596  | 703                    |
| 03 | Koch Bihar           | Koch Bihar      | 3.387         | 2.822.780  | 833                    |
| 04 | Uttar Dinajpur       | Raiganj         | 3.140         | 3.000.849  | 956                    |
| 05 | Dakshin Dinajpur     | Balurghat       | 2.219         | 1.670.931  | 753                    |
| 06 | Malda                | English Bazar   | 3.733         | 3.997.970  | 1.071                  |
| 07 | Birbhum              | Suri            | 4.545         | 3.502.387  | 771                    |
| 08 | Murshidabad          | Baharampur      | 5.324         | 7.102.430  | 1.334                  |
| 09 | Purba Bardhaman *    | Bardhaman       | 5.433         | 4.835.532  | 890                    |
| 10 | Nadia                | Krishnanagar    | 3.927         | 5.168.488  | 1.361                  |
| 11 | Purulia              | Purulia         | 6.259         | 2.927.965  | 468                    |
| 12 | Bankura              | Bankura         | 6.882         | 3.596.292  | 523                    |
| 13 | Hugli                | Hugli-Chunchura | 3.149         | 5.520.389  | 1.753                  |
| 14 | Uttar 24 Pargana     | Barasat         | 4.094         | 10.082.852 | 2.463                  |
| 15 | Paschim Medinipur ** | Medinipur       | 6.308         | 4.776.909  | 636                    |
| 16 | Haora                | Haora           | 1.467         | 4.841.638  | 3.300                  |
| 17 | Kolkata              | Kolkata         | 185           | 4.486.679  | 24.252                 |
| 18 | Dakshin 24 Pargana   | Alipur          | 9.960         | 8.153.176  | 819                    |
| 19 | Purba Medinipur      | Tamluk          | 4.736         | 5.094.238  | 1.076                  |
| 20 | Kalimpong *          | Kalimpong       | 1.054         | 251.642    | 239                    |
| 21 | Alipurduar *         | Alipurduar      | 3.136         | 1.491.250  | 476                    |
| 22 | Paschim Bardhaman *  | Asansol         | 1.603         | 2.882.031  | 1798                   |
| 23 | Jhargram *           | Jhargram        | 3.024         | 1.136.548  | 376                    |

*) Nach der Volkszählung 2011 neu gegründet.

**) Nach der Volkszählung 2011 durch Abspaltung neuer Distrikte verkleinert, Zahlen beziehen sich auf den Distrikt in den Grenzen von 2017.